# Moaiad Abdeen
Moaiad Abdeen Maki (21 maggio 1996) è un calciatore sudanese, difensore dell'Alamal Atbara e della nazionale sudanese.

## Carriera

### Club
Vincitore del campionato sudanese nel 2021 con l'Al-Hilal Omdurman, in stagione gioca anche 3 incontri nella fase a gironi di CAF Champions League.

### Nazionale
Debutta con la nazionale sudanese l'l8 dicembre 2019 nell'incontro della fase a gironi di Coppa CECAFA pareggiato 1-1 contro Zanzibar.
Nel gennaio 2022 viene incluso nella lista finale dei convocati per la Coppa delle nazioni africane 2021.

## Statistiche
Statistiche aggiornate al 19 gennaio 2022.

### Cronologia presenze e reti in nazionale
| Cronologia completa delle presenze e delle reti in nazionale ― Sudan | Cronologia completa delle presenze e delle reti in nazionale ― Sudan | Cronologia completa delle presenze e delle reti in nazionale ― Sudan | Cronologia completa delle presenze e delle reti in nazionale ― Sudan | Cronologia completa delle presenze e delle reti in nazionale ― Sudan | Cronologia completa delle presenze e delle reti in nazionale ― Sudan | Cronologia completa delle presenze e delle reti in nazionale ― Sudan | Cronologia completa delle presenze e delle reti in nazionale ― Sudan |
| Data                                                                 | Città                                                                | In casa                                                              | Risultato                                                            | Ospiti                                                               | Competizione                                                         | Reti                                                                 | Note                                                                 |
| -------------------------------------------------------------------- | -------------------------------------------------------------------- | -------------------------------------------------------------------- | -------------------------------------------------------------------- | -------------------------------------------------------------------- | -------------------------------------------------------------------- | -------------------------------------------------------------------- | -------------------------------------------------------------------- |
| 8-12-2019                                                            | Kampala                                                              | Sudan                                                                | 1 – 1                                                                | Zanzibar                                                             | Coppa CECAFA 2019 - 1º turno                                         | -                                                                    |                                                                      |
| 10-12-2019                                                           | Kampala                                                              | Kenya                                                                | 2 – 1                                                                | Sudan                                                                | Coppa CECAFA 2019 - 1º turno                                         | -                                                                    |                                                                      |
| 14-12-2019                                                           | Kampala                                                              | Tanzania                                                             | 0 – 0                                                                | Sudan                                                                | Coppa CECAFA 2019 - 1º turno                                         | -                                                                    |                                                                      |
| 25-1-2020                                                            | Asmara                                                               | Eritrea                                                              | 0 – 1                                                                | Sudan                                                                | Amichevole                                                           | -                                                                    | Ingresso                                                             |
| Totale                                                               |                                                                      | Presenze                                                             | 4                                                                    |                                                                      | Reti                                                                 | 0                                                                    |                                                                      |

## Palmarès

### Club

#### Competizioni nazionali
- Campionato sudanese: 1

Al-Hilal Omdurman: 2020-2021